# John Greco (filósofo)

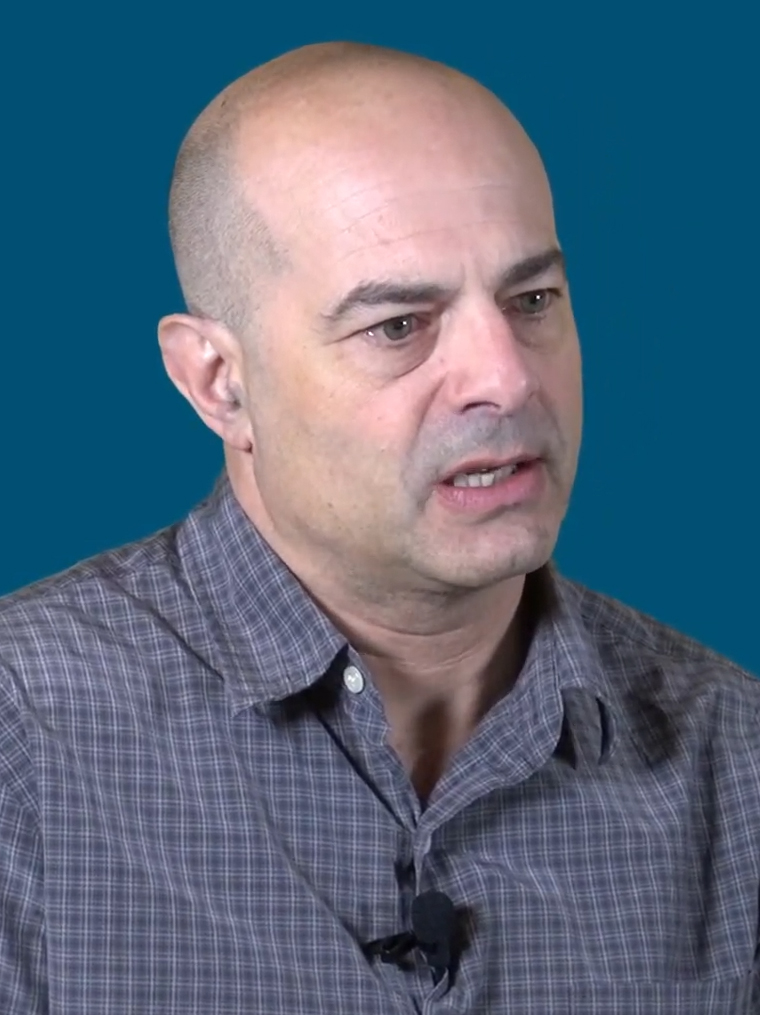
John Greco

John Greco (nascido em 24 de abril de 1961) é Robert L. McDevitt e Catherine H. McDevitt Professor de Filosofia na Universidade de Georgetown. Antes de vir para Georgetown, Greco lecionou na Universidade de Saint Louis.
Greco recebeu seu AB da Universidade de Georgetown em 1983 e completou seu Ph.D. na Brown University em 1989 sob Ernest Sosa. Seus interesses de pesquisa são em epistemologia e metafísica e ele publicou amplamente sobre epistemologia da virtude, normatividade epistêmica, ceticismo e Thomas Reid. De 2013 a 2020, foi editor da American Philosophical Quarterly. Para 2013–15, junto com Eleonore Stump, ele recebeu uma doação de US$ 3,3 milhões da Fundação John Templeton para um projeto sobre humildade intelectual.